# Nikoła Pyrczanow
Nikoła Taczew Pyrczanow (bułg. Никола Тачев Пърчанов, ur. 16 lutego 1934 w Plewenie, zm. 26 października 2014) – piłkarz bułgarski grający na pozycji bramkarza. W swojej karierze rozegrał 2 mecze w reprezentacji Bułgarii.

## Kariera klubowa
W swojej karierze piłkarskiej Pyrczanow występował w klubie Spartak Plewen.

## Kariera reprezentacyjna
W reprezentacji Bułgarii Pyrczanow zadebiutował 21 grudnia 1958 roku w przegranym 0:3 towarzyskim spotkaniu z RFN. W 1962 roku został powołany do kadry Bułgarii na mistrzostwa świata w Chile, jednak nie rozegrał na nich żadnego spotkania. Od 1958 do 1959 roku rozegrał w kadrze narodowej 2 mecze.
| Mecze i gole w reprezentacji | Mecze i gole w reprezentacji | Mecze i gole w reprezentacji | Mecze i gole w reprezentacji | Mecze i gole w reprezentacji | Mecze i gole w reprezentacji | Mecze i gole w reprezentacji |
| #                            | Data                         | Stadion                      | Rywal                        | Wynik                        | Gol                          | Rozgrywki                    |
| 1958                         | 1958                         | 1958                         | 1958                         | 1958                         | 1958                         | 1958                         |
| ---------------------------- | ---------------------------- | ---------------------------- | ---------------------------- | ---------------------------- | ---------------------------- | ---------------------------- |
| 1.                           | 21.12.1958                   | Augsburg, RFN                | RFN                          | 0:3                          | 0                            | towarzyski                   |
| 1959                         |                              |                              |                              |                              |                              |                              |
| 2.                           | 06.12.1959                   | Sofia, Bułgaria              | Dania                        | 1:2                          | 0                            | towarzyski                   |